# Carney-Insel
Die Carney-Insel (engl. Carney Island) ist eine in der Amundsen-See im Südpolarmeer gelegene, eisbedeckte, zerklüftete und vergletscherte Insel vor der Westküste des antarktischen Festlandes. Die unbewohnte Insel mit einer Fläche von etwa 8500 km² liegt im Getz-Schelfeis rund 36 Kilometer nördlich der Bakutis-Küste der Region Marie-Byrd-Land.
Wer die Insel wann entdeckte, ist ungewiss. Vermutlich liegt der Zeitpunkt der Erstentdeckung zwischen den Jahren 1955 und 1959, als die USA durch ihre US Navy (siehe: Operation Deep Freeze) die Küstengebiete der Antarktis eingehend untersuchte.
Die Insel ist nach Admiral Robert B. Carney (1895–1990) benannt, der von 1953 bis 1954 Admiralstabschef der US-Navy war.